# Cavallo di Troia (affresco)
Cavallo di Troia è un affresco rinvenuto nella casa di Cipio Panfilio Felice a Pompei e custodito all'interno del Museo archeologico nazionale di Napoli.

## Storia
Ubicato nell'esedra lungo il lato est del portico del peristilio della casa di Cipio Panfilio Felice, l'affresco fu realizzato nel periodo compreso tra il 45 e il 79; venne rinvenuto il 4 aprile 1761 e successivamente staccato dalla sua collocazione originaria per ricavarne un quadro.

## Descrizione
L'affresco raffigura il momento il cui il cavallo di Troia viene trasportato all'interno della città. Sull'estrema destra è posto il cavallo, il quale viene accolto attraverso due ali festanti di Troiani, una posta in primo piano, l'altra sullo sfondo: i personaggi di quest'ultima recano in mano delle fiaccole per illuminare il passaggio del cavallo, lasciando quindi intuire che la scena si svolge nelle ore notturne; ciò è anche confermato dalla forte luce bianca riflessa dalla Luna sui Troiani posti in primo piano. Due personaggi fanno da contrasto all'aria di festa che pervade l'intera rappresentazione: un uomo anziano, al centro della scena, forse Priamo, seduto su un recinto ai piedi di una colonna che culmina con un'urna, secondo alcuni accademici la tomba di Ettore, con la testa abbassata e un atteggiamento infelice, mentre l'altro personaggio, sull'estrema sinistra, è Cassandra, la quale, accompagnata da un'ancella, prega inginocchiata davanti alla statua della dea Atena Promachos, cercando invano di evitare il pericolo che incombe sui Troiani.